# Begonia puttii
Espèce
Begonia puttii est une espèce de plantes de la famille des Begoniaceae.
Elle a été décrite en 1928 par William Grant Craib (1882-1933).